# Karen Blanguernon
Karen Blanguernon (Parigi, 24 ottobre 1935 – New York, 22 novembre 1996) è stata un'attrice e scrittrice francese.

## Biografia
Ebbe una carriera di attrice cinematografica dal 1960 al 1981, dedicandosi poi alla professione di scrittrice, pubblicando quattro romanzi. Sposò Guy Bedos dal quale ebbe una figlia, Leslie Bedos. Dopo il divorzio sposò l'attore, coreografo e regista Dirk Sanders. Morì suicida a New York all'età di sessantuno anni. Nel 1969 aveva interpretato il ruolo della suicida nel film Il ladro di crimini.

## Filmografia
- Donne facili (Les bonnes femmes), regia di Claude Chabrol (1960)
- I bellimbusti (Les Godelureaux), regia di Claude Chabrol (1961)
- Le Pain des jeunes années (1962)
- Das Brot der frühen Jahre (1962)
- Le Tout pour le tout (1963)
- Meurtres au sommet (1964)
- Chambre à louer - serie tv (1965)
- Lontano dal Vietnam (Loin du Vietnam), registi vari (1967)
- Tu seras terriblement gentille, regia di Dirk Sanders (1968)
- Morire gratis, regia di Sandro Franchina (1969)
- Il ladro di crimini (Le voleur de crimes), regia di Nadine Trintignant (1969)
- Ardenne '44, un inferno (Castle Keep), regia di Sydney Pollack (1969)
- Il clan dei siciliani (Le Clan des Siciliens), regia di Henri Verneuil (1969)
- Le Portrait de Marianne (1971)
- Léa l'hiver, regia di Marc Monnet (1971)
- Unico indizio: una sciarpa gialla (La Maison sous les arbres) (1971)
- Oxalá (1981)

## Opere letterarie
- La Vie volée, Denoël, 1981 ISBN 978-2-207-22800-5
- Coups bas, Denoël, 1982 ISBN 978-2-207-22800-5
- Léa s'en va, Balland, 1989 ISBN 978-2-7158-0736-5
- Ne pas dépasser la dose prescrite, Archipel, 1991 ISBN 978-2-909241-10-4